# أنتوني هايوارد
أنتوني هايوارد (بالإنجليزية: Anthony Hayward)‏ هو صحفي وكاتب بريطاني، ولد في 26 أكتوبر 1959.